# (400156) 2006 VH47
(400156) 2006 VH47 es un asteroide perteneciente al cinturón de asteroides, descubierto el 9 de noviembre de 2006 por el equipo del Spacewatch desde el Observatorio Nacional de Kitt Peak, Arizona, Estados Unidos.

## Designación y nombre
Designado provisionalmente como 2006 VH47.

## Características orbitales
2006 VH47 está situado a una distancia media del Sol de 2,748 ua, pudiendo alejarse hasta 2,941 ua y acercarse hasta 2,554 ua. Su excentricidad es 0,070 y la inclinación orbital 1,698 grados. Emplea 1664,21 días en completar una órbita alrededor del Sol.

## Características físicas
La magnitud absoluta de 2006 VH47 es 17,7.